# 헤렘
헤렘(히브리어:חֵרֶם)은 히브리어의 단어로, 현대 히브리어에서는 "파문", "추방", "몰수", "억제" 등을 뜻한다. 성경에서는 일반적인 용도로의 사용을 금하고 성별(聖別)하는 것, 봉헌된 것, 저주받은 것 등을 뜻한다.

## 헤렘의 개념

### 헤렘의 사전적 의미
- 동사 하람은 ‘완전히 멸하다, 저주 아래에 두다’라고 번역하는 것이 가장 적절하다.
- 명사 헤렘은 흔히 ‘멸하기로 작정된 물건, 금지된 물건’으로 번역된다.

### 개념
- ‘헤렘’의 개념은 “하나님께 가증스러운 것으로 규정되기 때문에 또는 그에게 봉헌된 것이기 때문에 일상적인 사용이나 접촉으로부터 구별된 지위”를 뜻하는 것으로 정의될 수 있다.

(Greenberg 1971:344) 어떤 것 또는 어떤 사람을 하나님께 “바친다”는 것은 뒤집거나 취소할 수 없다는 개념을 그 안에 포함하고 있는 까닭에, ‘헤렘’은 “궁극적인 봉헌”을 의미한다(Milgrom 1990:428).
그것은 어떤 물건을 아무런 조건도 달지 않고, 그리고 그것에 대한 일체의 권리를 포기한 채 하나님께 드리는 행동을 가리킨다.
또한 ‘하람/헤렘’이 구약성서 전체에 걸쳐서 몇 가지 다양한 의미들을 드러내고 있기는 해도, 신명기로부터 열왕기하까지의 모든 사례들을 종합해 보면 그 중심 개념이 전쟁과 파멸의 행동을 가리키고 있음을 금방 알 수 있다.

### 헤렘의 이유
- 이처럼 인상적인 명령을 내리는 것에는 나름의 일관성 있는 이유가 있다. “그들이 너로 내게 범죄케 할까 두려움이라”(출23:33); “네 아들로 그들의 신들을 음란히 섬기게 할까 함이니라”(출 34:16); “너희를 괴롭게 할 것이요”(민 35:55); “그가 네 아들을 유혹하여 그로 야웨를 떠나고”(신 7:4); “그들이 그 신들에게 행하는 모든 가증한 일로 너희에게 가르쳐 본받게 하여”(신 20:18). 이와 같이 이스라엘에게 주어진 명령, 곧 가나안 원주민을 향한 ‘헤렘’의 명령은 주로 질병 예방의 성격을 띠고 있다. 그것은 도덕적이고 영적인 오염을 막는 확실한 방법들 가운데 하나이다. 주변 민족들에게 좋은 영향을 줄 수도 있는 이스라엘의 잠재력은 좀처럼 강조되지 않는다. 도리어 그들이 이스라엘에게 미칠 부정적인 영향이 한층 강조될 분이다. 그 명령의 주된 관심은 이스라엘이 가나안처럼 행한 결과 가나안의 모습을 닮아가지 않을까 하는데 있다. 그리고 이 헤렘은 여호수아 시대부터 엘리야의 시대 이후 요시야의 시대에 이르기까지 가나안 종교와 맞서 싸우던 오랜 투쟁의 과정이라 볼 수 있다.

### 헤렘의 구속사적 의미
출15:3절에서 주 하나님이 처음으로 ‘용사’로 불린다. 구약에서 전쟁은 냉정한 흡혈귀같은 전쟁의 신이 남녀노소를 무차별적으로 혹은 한 민족을 모조리 죽이는 것이 아니라 공의로운 하나님께서 세상을 공의로 심판하시고 의로운 자를 구원하시는 구속사적인 맥락에서 제시하고 있음을 볼 수 있다.

## 같이 보기
- 아나테마